# Pont de Bear Mountain
Pour les articles homonymes, voir Bear Mountain.
Le pont de Bear Mountain (anglais : Bear Mountain Bridge) est un pont suspendu qui franchit le fleuve Hudson dans l'État de New York, au nord-est des États-Unis, à 70 kilomètres en amont de New York.
Il est le plus long pont suspendu du monde lors de son inauguration le 27 novembre 1924 et ce, jusqu'en 1926 où est inauguré le pont Benjamin-Franklin. 
Le Sentier des Appalaches passe par ce pont.